# Омуркулов, Кадыркул
Кадыркул Омуркулов (16 февраля 1941 года — 6 декабря 2013) — советский киргизский писатель, сценарист, журналист. Заслуженный деятель искусств Киргизской ССР (1978). Народный писатель Кыргызской Республики (2006).

## Биография
Родился в 1941 года в ауле Жыламыш Чуйской области Киргизской ССР. Сын писателя Касымалы Джантошева и поэтессы Нуркамал Жетикашкаевой.
В 1958 году окончил среднюю школу № 28 во Фрунзе.
В 1965 году окончил сценарный факультет ВГИКа в Москве.
Начинал свою литературную деятельность как журналист заводской газеты фрунзенского завода «Красный металлист».
С 1966 года работал в Госкино Киргизской ССР, на студии «Киргизфильм», первый директор студии «Кыргызтелефильм», с 1971 года — в комитете Гостелерадио Киргизской ССР.
В 1976—1989 годах являлся собственным корреспондентом и заведующим Киргизского отделения Агентство печати «Новости».
Член КПСС с 1961 года, член Союза писателей СССР с 1984 года, член Союза кинематографистов СССР с 1965 года.
В 1993—1994 — председатель телерадиовещательной корпорации КТРК.
С 1994 года занимался преподавательской работой, профессор кафедры тележурналистики Киргизского национального университета имени Жусупа Баласагына.
Умер в 2013 году в Бишкеке, похоронен на Ала-Арчинском кладбище.

## Творчество
Печатался с 1965 года. Писал в основном на русском языке. Первой его литературной работой был сценарий к кинофильму «Небо нашего детства». Автор ставшими сценариями повестей «Дела земные», «У старой мельницы», «Сюда прилетают лебеди», «Тысяча Родников», «Абылай» и рассказов «Жили-были», «Звёздная ночь», «Бурма», «Синие галки» и других

### Сценарии
- 1966 — Небо нашего детства
- 1972 — У старой мельницы
- 1972 — Сюда прилетают лебеди
- 1973 — Бурма (короткометражный)
- 1974 — Жили-были… (короткометражный)
- 1978 — Каныбек
- 1979 — Ливень
- 1983 — Дела земные
- 1989 — Кербез. Неистовый беглец

## Награды и признание
- 1967 — Лауреат премии Ленинского комсомола Киргизской ССР — за фильм «Небо нашего детства».
- 1975 — Почётная грамота Верховного Совета Киргизской ССР
- 1978 — Заслуженный деятель искусств Киргизской ССР
- 1987 — Почётная грамота ЦК КПСС, Совмина СССР, ВЦСПС
- 1991 — Орден Дружбы народов — «За большой вклад в развитие Советского киноискусства и активную журналистскую деятельность»
- 2001 — Медаль «Данк»
- 2006 — Народный писатель Кыргызской Республики